# Petitmagny
Petitmagny (deutsch früher Kleinmenglatt) ist eine französische Gemeinde im Département Territoire de Belfort in der Region Bourgogne-Franche-Comté.

## Geographie
Petitmagny liegt auf 481 m Meereshöhe, etwa zehn Kilometer nordnordöstlich der Stadt Belfort (Luftlinie). Das Dorf erstreckt sich in hügeligem Gebiet im südlichen Vorland der Vogesen, in der Mulde eines rechten Seitenbachs der Madeleine, am Südfuß des Fayé.
Die Fläche des 2,20 km² großen Gemeindegebiets umfasst einen Abschnitt im Bereich des Vogesenvorlandes. Entwässert wird das Gebiet durch den Dorfbach nach Osten zur Madeleine. Es wird teils durch Acker- und Wiesland landwirtschaftlich genutzt, teils gibt es größere Waldflächen. Nach Norden erstreckt sich das Gemeindeareal den überwiegend bewaldeten Hang des Fayé hinauf. An dessen Südflanke wird mit 880 m die höchste Erhebung von Petitmagny erreicht.
Nachbargemeinden von Petitmagny sind Étueffont im Osten und Süden sowie Grosmagny im Westen.

## Geschichte
Erstmals urkundlich erwähnt wird Petitmagny im Jahr 1417. Es gehörte damals zur Herrschaft Rosemont. Mitte des 14. Jahrhunderts gelangte das Gebiet von Petitmagny unter die Oberhoheit der Habsburger. Zusammen mit dem Sundgau kam das Dorf mit dem Westfälischen Frieden 1648 an die französische Krone. Seit 1793 gehörte es zum Département Haut-Rhin, verblieb jedoch 1871 als Teil des Territoire de Belfort im Gegensatz zum restlichen Elsass bei Frankreich. Heute ist Petitmagny mit 13 anderen Gemeinden zum Gemeindeverband Communauté de communes du Pays Sous Vosgien zusammengeschlossen. Kirchlich gehört das Dorf zur Pfarrei Étueffont.

## Bevölkerung
| Jahr      | 1962 | 1968 | 1975 | 1982 | 1990 | 1999 | 2007 |
| Einwohner | 107  | 108  | 139  | 193  | 261  | 290  | 275  |

Mit 323 Einwohnern (1. Januar 2022) gehört Petitmagny zu den kleinen Gemeinden des Département Territoire de Belfort. Nachdem die Einwohnerzahl in der ersten Hälfte des 20. Jahrhunderts deutlich abgenommen hatte (1896 wurden noch 249 Personen gezählt), wurde seit Beginn der 1970er Jahre wieder ein kräftiges Bevölkerungswachstum verzeichnet. Seither hat sich die Einwohnerzahl fast verdreifacht.

## Wirtschaft und Infrastruktur
Petitmagny war bis weit ins 20. Jahrhundert hinein ein vorwiegend durch die Landwirtschaft (Ackerbau, Obstbau und Viehzucht) und die Forstwirtschaft geprägtes Dorf. Daneben gibt es heute einige Betriebe des lokalen Kleingewerbes. Mittlerweile hat sich das Dorf zu einer Wohngemeinde gewandelt. Viele Erwerbstätige sind auch Wegpendler, die in den größeren Ortschaften der Umgebung und in der Agglomeration Belfort ihrer Arbeit nachgehen.
Die Ortschaft ist verkehrstechnisch gut erschlossen. Sie liegt an einer Departementsstraße, die von Giromagny entlang dem Vogesenfuß nach Étueffont führt. Der nächste Anschluss an die Autobahn A36 befindet sich in einer Entfernung von ungefähr zehn Kilometern.